# Gleb Brussenski
Gleb Konstantinowitsch Brussenski (kasachisch Глеб Константинович Брусенский, englische Transkription Gleb Brussenskiy; * 18. April 2000 in Kökschetau) ist ein ehemaliger kasachischer Radrennfahrer.

## Karriere
In seinem ersten Jahr bei den Junioren wurde Brussenski kasachischer Meister im Einzelzeitfahren. Im zweiten Jahr gewann er die Gesamtwertung der Tour de DMZ im UCI Men Juniors Nations’ Cup, bei den Olympischen Jugend-Sommerspielen 2018 gewann er zusammen mit Jewgeni Fedorow die Goldmedaille.
Nach dem Wechsel in die U23 Brussenski Mitglied im UCI Continental Team Vino-Astana Motors, für das er zwei Jahre fuhr. In der Saison 2020 stand er mehrfach auf dem Podium, konnte jedoch bisher keinen zählbaren Erfolg für sich verbuchen. Zur Saison 2021 wechselte Brussenski zum UCI WorldTeam Astana-Premier Tech. Bei den Asienmeisterschaften 2022 gewann er die Goldmedaille im Einzelzeitfahren der U23, 2023 die Goldmedaille im Straßenrennen in der Elite.
In seiner letzten Saison bestritt er mit der Vuelta a España 2024 erstmals eine Grand Tour, die er auf dem 124. Gesamtrang beendete.

## Erfolge
2017
- Kasachischer Meister – Einzelzeitfahren (Junioren)

2018
- Olympische Jugendspiele (mit Jewgeni Fedorow)
- Gesamtwertung und eine Etappe Tour de DMZ

2022
- Asienmeister – Einzelzeitfahren (U23)

2023
- Asienmeister – Straßenrennen

## Grand Tour-Platzierungen
| Grand Tour            | 2024 |
| --------------------- | ---- |
| Giro d’ItaliaGiro     | –    |
| Tour de FranceTour    | –    |
| Vuelta a EspañaVuelta | 124  |